# Tedberga de Gavaldà
Tedberga de Gavaldà   (Provença, valor desconegut - 1011 (Gregorià)) va ser una comtessa consort d'Urgell com a primer muller del comte Ermengol I d'Urgell.
La seva filiació era desconeguda fins que Szabolcs de Vajay va fer saber que era d'origen provençal, concretament del comtat de Gavaldà. Ara es diu que va ser filla del comte Ratbold II de Provença i de la seva esposa Ermengarda de Gavaldà. En tot cas, Tedberga estava casada amb el comte Ermengol abans de l'any 1000 i va ser mare de l'hereu al comtat, el futur Ermengol II. Hi ha constància de la seva presència el 18 de novembre del 1010 a la constitució solemne de la canònica de la catedral de Santa Maria d'Urgell, juntament amb el seu fill, el comte Ermengol II, que només tenia un any, i els comtes de Barcelona, de Cerdanya i el comte de Pallars. D'altra banda, ella i el seu marit van promoure que el monestir de Sant Climent de Codinet passés a ser subjecte del de Sant Andreu de Tresponts l'any 1004.
Hom ha afirmat que a la seva mort, Ermengol va contraure matrimoni amb Geriberga, també anomenada Guisla, una dona d'origen desconegut. Tanmateix, alguns autors han identificat a Geriberga amb la mateixa Tedberga, que hauria sobreviscut al seu marit, com de fet es veu en la constitució catedralícia d'Urgell, on només hi són presents ella i el seu fill.